# Caterina Boyl
Caterina Boyl (o Boïl, segons les fonts) fou abadessa del monestir de Santa Maria de Valldonzella entre 1478-1503. També és coneguda per la seva faceta musical: és una de les primeres dones catalanes a qui s'atribueix el càrrec de cantora dins el monestir.

## Biografia
Es conserven poques dades biogràfiques seves, però sí que se'n poden referenciar algunes: després de Romana i Francisca, és una de les primeres dones que apareixen a les fonts escrites amb el càrrec de cantora dins un monestir. La cantora era l'encarregada dels cants, dirigir el cor de monges i també dels arranjaments musicals que cantava el cor. En alguns casos, aquesta tasca va ser prou important perquè hi aparegués també el càrrec de sots-cantora, com ho fou Sibil·la d'Alió l'any 1273 a Vallbona de les Monges. I encara més, algunes d'aquestes cantores aconseguiren ser recordades pel seu art: aquest és el cas de Caterina Boyl, a qui el poeta Antoni Vallmanya alabava en la seu poema Sort l'any 1458, amb versos com: "(...) d'art musical mostrà ser capitana, / axí cantà com sentit de mestressa (...)". A finals del segle xii es comença a trobar als monestirs femenins el càrrec de cabiscolas, les "caps d'escola", que s'ocupaven de la transmissió d'aquesta cultura musical femenina. Per exemple, Berenguera de Trilla ho va ser del monestir de Sant Daniel de Girona l'any 1252.
Caterina Boyl va ser abadessa durant els anys de la reforma del Concili de Trento, la qual s'hi oposà obertament, juntament amb altres abadesses del territori català: Constança de Peguera, abadessa del monestir benedictí de Sant Pere de les Puelles, Violant de Montcada, abadessa del monestir de clarisses de Pedralbes, i Margarida Rajadell, del monestir de clarisses de Sant Antoni de Barcelona. La reforma del Concili de Trento afectà molt la vida del monestir, insistí en la clausura i prohibí d'entrar-hi més novícies, fins que la prohibició fou atenuada per Roma el 1599 gràcies a la intervenció de Felip III de Castella.